# Conquista D'Oeste
Conquista D'Oeste est une municipalité brésilienne située dans l'État du Mato Grosso.